# 2016年リオデジャネイロパラリンピックの車いすラグビー競技
2016年夏季パラリンピックにおける車いすラグビー競技は、リオ・オリンピック・アリーナにおいて、2016年9月14日から9月18日にかけて開催された。8カ国が出場。性別による区別はなく、単一の種目として実施された。

## 予選
2016年夏季パラリンピックへの出場国は、次のプロセスに従って決定された。
- 各国の国内パラリンピック委員会 (NPC) がエントリーを行う。開催国であるブラジルについては、予選免除により、本大会出場権を与える（ただし2016年5月1日の時点のIWRF世界ランキングに掲載されることが条件）。
- 2014年IWRF世界選手権（英語版）での最上位国（有資格国に限る）について、承認を行った上で、本大会出場権を与える。
- パラパンアメリカン競技大会（英語版）での最上位国（有資格国に限る）について、承認を行った上で、本大会出場権を与える。
- 2015年IWRF欧州選手権（英語版）ディビジョンAでの上位2カ国（有資格国に限る）について、承認を行った上で、本大会出場権を与える。
- 2015年IWRFアジア・オセアニア選手権（英語版）での最上位国（有資格国に限る）について、承認を行った上で、本大会出場権を与える。

諸事情により大会が開催されない地域が出た場合、当該地域内における2016年5月1日の時点のIWRF世界ランキング上位国（有資格国に限る）に本大会出場権を与える。
- IWRFパラリンピック世界最終予選の上位2カ国に出場権を与える。諸事情により大会が開催されない場合、2016年5月1日の時点のIWRF世界ランキング上位国（有資格国に限る）に本大会出場権を与える。

| 予選通過国                | 予選名                                               | 出場決定日                     | 予選会場       | 枠 |
| ------------------------- | ---------------------------------------------------- | ------------------------------ | -------------- | -- |
| ブラジル                  | 開催国                                               | 2009年10月2日                  | コペンハーゲン | 1  |
| オーストラリア            | 2014年IWRF世界選手権                                 | 2014年9月21日 – 9月26日        | オーデンセ     | 1  |
| カナダ                    | パラパンアメリカン競技大会                           | 2015年8月8日 - 8月14日         | トロント       | 1  |
| イギリス · スウェーデン   | 2015年IWRF欧州選手権ディビジョンA                    | 2015年9月13日 –9月20日         | ナストラ       | 2  |
| 日本                      | 2015年IWRFアジア・オセアニア選手権                   | 2015年10月29日 – 2015年11月1日 | 千葉           | 1  |
| フランス · アメリカ合衆国 | IWRFウィルチェアーラグビー・オリンピック世界最終予選 | 2016年4月21日                  | パリ           | 2  |

## 競技日程
| ・ | プールステージ | 順 | 準決勝／順位決定戦 | 決 | 決勝／3位決定戦 |

| 順 | チーム             | 試 | 勝 | 敗 | 得  | 失  | 差  | 点 | 出場権           |
| -- | ------------------ | -- | -- | -- | --- | --- | --- | -- | ---------------- |
| 1  | アメリカ合衆国 (A) | 3  | 3  | 0  | 165 | 142 | +23 | 6  | 決勝トーナメント |
| 2  | 日本 (A)           | 3  | 2  | 1  | 163 | 155 | +8  | 4  | 決勝トーナメント |
| 3  | スウェーデン (E)   | 3  | 1  | 2  | 145 | 151 | −6  | 2  | 順位決定戦       |
| 4  | フランス (E)       | 3  | 0  | 3  | 141 | 166 | −25 | 0  | 順位決定戦       |

| 2016年9月14日 12時45分 |

| アメリカ合衆国                                                                                                | 51 – 42 | フランス                                                                                  |
| アオキ 16 ブリューワー 9 プーデルバー 8 ウィーラー 6 マクブライド 4 ニュービー 2 バトラー 1 コーン 1 チーム 4 | Report  | イベルナ 17 サルギ 10 サレム 9 シャルミン 2 リュイシエ 1 ナンキン 1 ジャルラン 1 チーム 1 |

| カリオカ・アリーナ1 主審: Jean Choiniere (CAN) / Liam Costello (AUS) |

| 2016年9月14日 16時00分 |

| 日本                                                       | 50 – 46 | スウェーデン                                                          |
| 島川 14 池 14 池崎 11 仲里 6 官野 2 庄子 1 乗松 1 チーム 1 | Report  | ヒェルト 18 サンドベリ 10 ノルリン 8 ヤンソン 8 アダシャク 1 チーム 1 |

| カリオカ・アリーナ1 主審: Mitch Carr (USA) / Darren Roberts (USA) |

| 2016年9月15日 10時30分 |

| スウェーデン                                             | 44 – 54 | アメリカ合衆国 |
| ヤンソン 14 ヒェルト 12 サンドベリ 9 ノルリン 8 コリン 1 | Report  | ブリューワー 15 アオキ 14 プーデルバー 7 ウィーラー 6 スキャトゥーロ 4 メルトン 3 ニュービー 2 マクブライド 1 コーン 1 フレデット 1 |

| カリオカ・アリーナ1 主審: Alexander Schreiner (GER) / Lukasz Szymczak (POL) |

| 2016年9月15日 16時00分 |

| 日本                                                            | 57 – 52 | フランス                                                        |
| 池崎 26 池 9 島川 7 仲里 4 乗松 4 官野 3 今井 2 若山 1 チーム 1 | Report  | イベルナ 21 サルギ 10 サレム 9 ナンキン 2 ジャルラン 1 チーム 9 |

| カリオカ・アリーナ1 主審: Brian Ward (GBR) / Briere Pierre-Alexandre (CAN) |

| 2016年9月16日 10時30分 |

| フランス                                                        | 47 – 55 | スウェーデン                                                                    |
| イベルナ 21 サルギ 10 サレム 9 ナンキン 4 ジャルラン 1 チーム 2 | Report  | ヒェルト 23 サンドベリ 10 ヤンソン 10 ノルリン 5 コリン 3 アダシャク 2 チーム 2 |

| カリオカ・アリーナ1 主審: Jean Choiniere (CAN) / Mitch Carr (USA) |

| 順 | チーム             | 試 | 勝 | 敗 | 得  | 失  | 差  | 点 | 出場権           |
| -- | ------------------ | -- | -- | -- | --- | --- | --- | -- | ---------------- |
| 1  | オーストラリア (A) | 3  | 3  | 0  | 188 | 158 | +30 | 6  | 決勝トーナメント |
| 2  | カナダ (A)         | 3  | 2  | 1  | 174 | 160 | +14 | 4  | 決勝トーナメント |
| 3  | イギリス (E)       | 3  | 1  | 2  | 152 | 135 | +17 | 2  | 順位決定戦       |
| 4  | ブラジル (E)       | 3  | 0  | 3  | 125 | 186 | −61 | 0  | 順位決定戦       |

| 2016年9月14日 10時30分 |

| オーストラリア                                     | 53 – 51 | イギリス                                                           |
| バット 27 ボンド 19 ウォーン 4 ハリソン 1 チーム 2 | Report  | ロバーツ 27 ウォーカー 7 ビュータ 7 ステッド 4 ライアン 3 チーム 3 |

| カリオカ・アリーナ1 主審: Pierre-Alexandre Briere (CAN) / Alexander Schreiner (GER) |

| 2016年9月14日 19時15分 |

| カナダ | 62 – 48 | ブラジル                                                                                           |
| マデル 38 ムラオ 3 チャン 3 ホワイトヘッド 3 ラヴォア 3 シマード 3 ウィルシー 3 コールドウェル 2 ハーシュフィールド 2 チーム 2 | Report  | ブラス 20 ジウリアト 7 オリヴェイラ・ソウザ 6 カマルゴ 5 ダマセノ 3 アブレウ 3 ホフマン 1 チーム 3 |

| カリオカ・アリーナ1 主審: Lukasz Szymczak (POL) / Brian Ward (GBR) |

| 2016年9月15日 12時45分 |

| イギリス                                                            | 49 – 50 | カナダ                                                                               |
| ロバーツ 21 ビュータ 11 ウォーカー 6 ステッド 5 ライアン 4 チーム 2 | Report  | マデル 30 ハーシュフィールド 7 ホワイトヘッド 6 シマード 5 コールドウェル 1 チーム 1 |

| カリオカ・アリーナ1 主審: Costello Liam (AUS) / Mitch Carr (USA) |

| 2016年9月15日 19時15分 |

| オーストラリア                                                                                | 72 – 45 | ブラジル |
| バット 34 ルイス 14 ボンド 10 ハリソン 5 ウォーン 3 ホーズ 2 エドモンドソン 2 リーズ 1 カー 1 | Report  | ブラス 16 ホフマン 7 アブレウ 7 オリヴェイラ・ソウザ 3 ダマセノ 3 ジウリアト 3 カマルゴ 2 カイス 1 チーム 3 |

| カリオカ・アリーナ1 主審: Darren Roberts (USA) / Jean Choiniere (CAN) |

| 2016年9月16日 12時45分 |

| ブラジル                                                                                            | 32 – 52 | イギリス                                                                                               |
| アブレウ 7 ホフマン 6 ブラス 6 ジウリアト 5 タニグチ 3 オリヴェイラ・ソウザ 3 カマルゴ 1 ダマセノ 1 | Report  | ロバーツ 27 ビュータ 5 ベイティ 5 ウォーカー 4 ライアン 3 ステッド 2 セミ 1 カー 1 アッシュ 1 チーム 3 |

| カリオカ・アリーナ1 主審: Alexander Schreiner (GER) / Liam Costello (AUS) |

|  | 7位決定戦              |    |
|  |                        |    |
|  | 2016年9月17日 10時30分 |    |
|  |                        |    |
|  | ブラジル               | 54 |
|  | ブラジル               | 54 |
|  | フランス               | 59 |
|  | フランス               | 59 |

|  | 5位決定戦              |    |
|  |                        |    |
|  | 2016年9月17日 19時15分 |    |
|  |                        |    |
|  | イギリス               | 56 |
|  | イギリス               | 56 |
|  | スウェーデン           | 42 |
|  | スウェーデン           | 42 |

### 5位決定戦
| 2016年9月17日 19時15分 |

| イギリス                                                                                                 | 56 – 42 | スウェーデン                                                                                              |
| ロバーツ 28 ビュータ 8 ベイティ 7 ウォーカー 3 アッシュ 3 ライアン 2 セミ 1 コガン 1 ステッド 1 チーム 2 | Report  | ヒェルト 17 ヤンソン 6 サンドベリ 5 ノルリン 4 アダシャク 3 コリン 3 リンドベリ 2 ヴァルネルド 1 チーム 1 |

| カリオカ・アリーナ1 主審: Lukasz Szymczak (POL) / Darren Roberts (USA) |

### 決勝トーナメント

#### 準決勝
| 2016年9月17日 12時45分 |

| アメリカ合衆国                                                       | 60 – 55 | カナダ |
| アオキ 34 ウィーラー 11 プーデルバー 9 ニュービー 5 スキャトゥーロ 1 | Report  | マデル 31 コールドウェル 7 ホワイトヘッド 6 シマード 4 ハーシュフィールド 3 バイレツキ 1 チャン 1 チーム 2 |

| カリオカ・アリーナ1 主審: Alexander Schriener (GER) / Liam Costello (AUS) |

| 2016年9月17日 16時00分 |

| オーストラリア                                                    | 63 – 57 | 日本                                             |
| バット 34 ボンド 20 エドモンドソン 4 ウォーン 3 ルイス 1 チーム 1 | Report  | 池崎 32 池 10 仲里 7 島川 4 乗松 2 若山 1 今井 1 |

| カリオカ・アリーナ1 主審: Jean Choiniere (CAN) / Mitch Carr (USA) |

#### 3位決定戦
| 2016年9月18日 9時00分 |

| 日本                                               | 52 – 50 | カナダ |
| 池崎 19 池 18 今井 3 島川 3 乗松 2 官野 1 チーム 6 | Report  | マデル 35 ホワイトヘッド 6 シマード 2 バイレツキ 1 コールドウェル 1 ハーシュフィールド 1 ダジネイ 1 チーム 3 |

| カリオカ・アリーナ1 主審: Darren Roberts (USA) / Liam Costello (AUS) |

#### 決勝
| 2016年9月18日 12時30分 |

| オーストラリア                                                      | 59 – 58 | アメリカ合衆国                                                                                   |
| バット 27 ボンド 21 エドモンドソン 5 ハリソン 1 ウォーン 1 チーム 4 | Report  | アオキ 21 ブリューワー 11 プーデルバー 10 ウィーラー 7 ニュービー 4 コーン 3 メルトン 1 チーム 1 |

| カリオカ・アリーナ1 主審: Pierre-Alexandre Briere (CAN) / Alexander Schreiner (GER) |